# جيم هاليغان
جيم هاليغان هو سياسي أمريكي، ولد في 23 يونيو 1936 في مورلاند في الولايات المتحدة. نشط حزبياً في الحزب الجمهوري. وقد انتخب عضو مجلس ولاية أوكلاهوما ‏.